# アイオノマー

アイオノマー樹脂

アイオノマー（ionomer IO）は、金属イオンによる凝集力を利用し高分子を凝集体とした合成樹脂。「イオン + ポリマー」の意味。
アクリル酸またはメタクリル酸をエチレンなどと組み合わせている。厳密には熱溶融しないが、加熱すると分子間架橋が緩んで流動性を示すため、熱可塑性樹脂と同じ手法で成型加工が可能。

## 種類
最も一般的なエチレン系アイオノマー（CAS番号25608-26-8）の他にも、ウレタン系･スチレン系やフッ素系高分子を使用したアイオノマー樹脂も製造されている。

## 製法
アクリル系高分子とエチレンなどを、ナトリウムや亜鉛などの金属カチオンを加え分子間結合させて製造される。

## 特徴
- 透明。顔料との相溶性も良く着色が容易。ただし染料は移行が起こりやすい。
- 弾力性と柔軟性を有し、耐クラック性が良好。また、耐摩耗性にも優れる。
- 耐油性は良好。ただしアルコール中に長く浸漬すると膨張する傾向がある。
- 低温での物性低下が少ない。
- 耐候性はLDPEよりも若干低い。
- 難燃性は無い。
- 金属との接着性に優れる。
- 成形性は良好で、射出･押出･ブロー成型などに対応する。フィルム化も容易。
- 比較的高価。

## 改質
一部着色される以外は、特別な改質を行わず使用されている。

## 用途

### 歴史
1945年にアメリカのデュポンが開発。透明性や強靭さから、食品包装の分野で早くから利用された。ピンホールが空きにくい性質を利用し、スライスハムなどの深絞り包装を実現した。また、反発力が着目されゴルフボール素材への導入も進み、これらの分野では一世を風靡した。

### 用途
包装材料、特にスキンパック用や金属との複合材料用またはヒートシール素材。弾力性を生かしたゴルフボール素材やスポーツ用品･靴部品など。